# Дворец эмира Бухарского (Ялта)
Дворец эмира Бухарского — бывшая резиденция Сеида Абдулахад-хана, построенная в восточном (мусульманском) стиле на окраине Ялты в 1907-11 гг. Находится на территории санатория «Ялта» КЧФ (корпус № 8) и используется как библиотека. Для посторонних доступ на территорию санатория закрыт.

## История
Дворец находится над Приморским парком Ялты, на участке, который приобрёл в 1898 году эмир Бухарский — Сеид Абдулахад-хан и заложил на нём парк, а также 4 строения, из которых до наших дней дошёл лишь дворец. Дворец возведён архитектором Николаем Георгиевичем Тарасовым из керченского камня в ориентальном стиле, который иногда определяют как неомавританский. Строился в течение четырёх лет (1907—1911), став резиденцией эмира Бухары на южном берегу Крыма.
В архитектуре двухэтажного корпуса сочетаются прямоугольные, гранёные и полукруглые объёмы, портики и террасы, лоджии и бельведеры. Ажурная резьба колонн с изысканными капителями, балюстрадами, а также обрамления подковообразных окон и зубчатого парапета над карнизом дополняют мавританский стиль дворца.
Дворец был назван эмиром как «Дилькушо» (узб. — «пленительный», «обворожительный») и до 1917 года оставался собственностью Сеид Абдулахад-хана и его сына — Сеид Алим-хана. Городские власти Ялты отметили заслуги Эмира перед городом. Он удостоился чести стать почётным гражданином города, также одна из улиц Ялты носила его имя. Сейчас эта улица носит имя Щербака.
После установления Советской власти здание было национализировано. 25 марта 1921 года в нём открыт Восточный музей Ялты.
23 мая 1924 года дворец был передан в вечное пользование трудящимся Узбекистана по постановлению Президиума Крымского ЦИК где начал работать санаторий «Узбекистан». В 1924—1927 годах здесь располагался дом отдыха. В 1927—1969 годах — противотуберкулёзный санаторий. С 1969 года санаторий перепрофилирован в нервно-соматический.
В годы Великой Отечественной войны здание дворца сильно пострадало: погибли аэросолярий и метеостанция, также значительные утраты понёс парк. В начале 1970-х годов проводились восстановительные, ремонтные и реставрационные работы.